# Fissidens florschuetzii
Fissidens florschuetzii är en bladmossart som beskrevs av Ronald Arling Pursell 1986. Fissidens florschuetzii ingår i släktet fickmossor, och familjen Fissidentaceae. Inga underarter finns listade i Catalogue of Life.